# 哈真
哈真，又作合臣、哈只吉、哈赤吉、何称，蒙古帝国将领。
1216年，辽东契丹人耶律留哥部下九万余人逃到高丽，夺据江东城（今朝鲜平安南道江东之西）。1218年，哈真奉命与副元帅札剌率蒙古军及辽东蒲鲜万奴所属女真军，进攻占据高丽江东城之契丹兵。1219年初，与高丽王㬚所派遣枢密院使赵冲联兵围攻江东城，平定契丹兵。而后与赵冲结盟，确定高丽岁输贡赋。1219年，回师。从此，蒙古每年遣使至高丽索取贡物。